# Alessio Zerbin
Alessio Zerbin (Novara, 3 de marzo de 1999) es un futbolista italiano. Juega de delantero y su club es la U. S. Cremonese de la Serie A de Italia, donde juega cedido por el S. S. C. Napoli.

## Trayectoria
El primer equipo de Zerbin fue el Gozzano, con el que disputó dos temporadas en Serie D (cuarto nivel del fútbol italiano), disputando 20 partidos y realizando 8 goles.
El 31 de enero de 2017 firmó con el Napoli de la Serie A, para que jugara en sus divisiones inferiores. Se incorporó al equipo sub-19 napolitano participando en la Liga Juvenil de la UEFA 2017-18, en la que marcó 4 goles en 6 partidos jugados.
El 19 de julio de 2018 fue cedido a la Viterbese Castrense de la Serie C. Debutó el 3 de noviembre, en el partido contra el Rieti, sustituyendo a Simone Palermo en el minuto 69. En las filas del club de Viterbo totalizó 29 partidos y 2 tantos. El 24 de julio de 2019, fue cedido a otro club de la misma categoría, el Cesena, donde marcó 2 goles en 23 presencias.
El 17 de septiembre de 2020 el Napoli lo cedió al Pro Vercelli, también de la Serie C (36 presencias y 5 goles).
El 28 de julio del 2021 fue nuevamente cedido, pero esta vez al Frosinone de la Serie B, donde totalizó 32 presencias y 9 goles.
El 15 de agosto de 2022 debutó en la máxima división italiana con el Napoli en la fecha 1 de la Serie A 2022-23, en un partido de visitante contra el Hellas Verona, que finalizó con el resultado de 5 a 2 a favor de los napolitanos. El 7 de septiembre se produjo su debut en la Liga de Campeones, en el partido de local contra el Liverpool que finalizó con marcador de 4-1 para los napolitanos; Zerbin entró en el minuto 57 sustituyendo a Jvicha Kvaratsjelia. El 4 de mayo de 2023, gracias al empate del Nápoles en el campo del Udinese, ganó el primer Scudetto de su carrera.
El 18 de enero de 2024, Zerbin marcó sus primeros goles con la camiseta de los napolitanos, contribuyendo con un doblete al triunfo por 3-0 sobre la Fiorentina en la semifinal de la Supercopa italiana, que permitió al Napoli acceder a la final. El 25 de enero siguiente, fue cedido al Monza, también en la Serie A, hasta el final de la temporada.
El 18 de enero de 2025, tras haber tenido poco espacio en la primera parte de la temporada con el Napoli, fue cedido al Venezia, esta vez en calidad de préstamo con opción de compra, fijada en 4 millones de euros y convertible en obligación en caso de permanencia del conjunto veneciano al término de la temporada. El día 27 del mismo mes anotó su primer gol con su nuevo equipo, en el partido en casa contra el Hellas Verona, correspondiente a la jornada 22 de la Serie A, que terminó con un empate 1-1. En total, acumuló 18 presencias con el club, que al final de la temporada descendió a la Serie B y decidió no ejercer la opción de compra del jugador.
De regreso al Napoli, el 29 de julio siguiente pasó a la Cremonese en calidad de préstamo oneroso por 250.000 euros, con opción de compra fijada en 2 millones más 1 en bonus, y convertible en obligación en caso de salvación del equipo grigiorosso al término de la temporada.

### Selección nacional
Ha sido internacional con la selección de fútbol sub-18 de Italia, con la que ha disputado 4 partidos amistosos, marcando un gol contra Dinamarca.
El 7 de junio de 2022 debutó con la selección absoluta en un partido de la Liga de Naciones de la UEFA 2022-23 ante Hungría que ganaron por dos goles a uno.

## Clubes
| Club                               | País   | Año       |
| ---------------------------------- | ------ | --------- |
| A. C. Gozzano                      | Italia | 2016-2017 |
| S. S. C. Napoli                    | Italia | 2017-2018 |
| A. S. Viterbese Castrense (cedido) | Italia | 2018-2019 |
| Cesena F. C. (cedido)              | Italia | 2019-2020 |
| F. C. Pro Vercelli 1892 (cedido)   | Italia | 2020-2021 |
| Frosinone Calcio (cedido)          | Italia | 2021-2022 |
| S. S. C. Napoli                    | Italia | 2022-2024 |
| A. C. Monza (cedido)               | Italia | 2024      |
| S. S. C. Napoli                    | Italia | 2024-2025 |
| Venezia F. C. (cedido)             | Italia | 2025      |
| U. S. Cremonese (cedido)           | Italia | 2025-act. |

## Palmarés

### Campeonatos nacionales
| Título               | Club                      | País   | Año     |
| -------------------- | ------------------------- | ------ | ------- |
| Coppa Italia Serie C | A. S. Viterbese Castrense | Italia | 2018-19 |
| Serie A              | S. S. C. Napoli           | Italia | 2022-23 |